# Église Saint-Léon Sainte-Thérèse de Strasbourg
L'église sanctuaire Saint-Léon Sainte-Thérèse est située rue de Saint-Dié dans le quartier du Neudorf à Strasbourg. Elle est le sanctuaire diocésain dédié à sainte Thérèse de Lisieux dont la statue orne le porche l'entrée. Elle est aussi dédiée au pape alsacien Léon IX.
La nef était un ancien bâtiment militaire transformé et réhabilité en 1925.

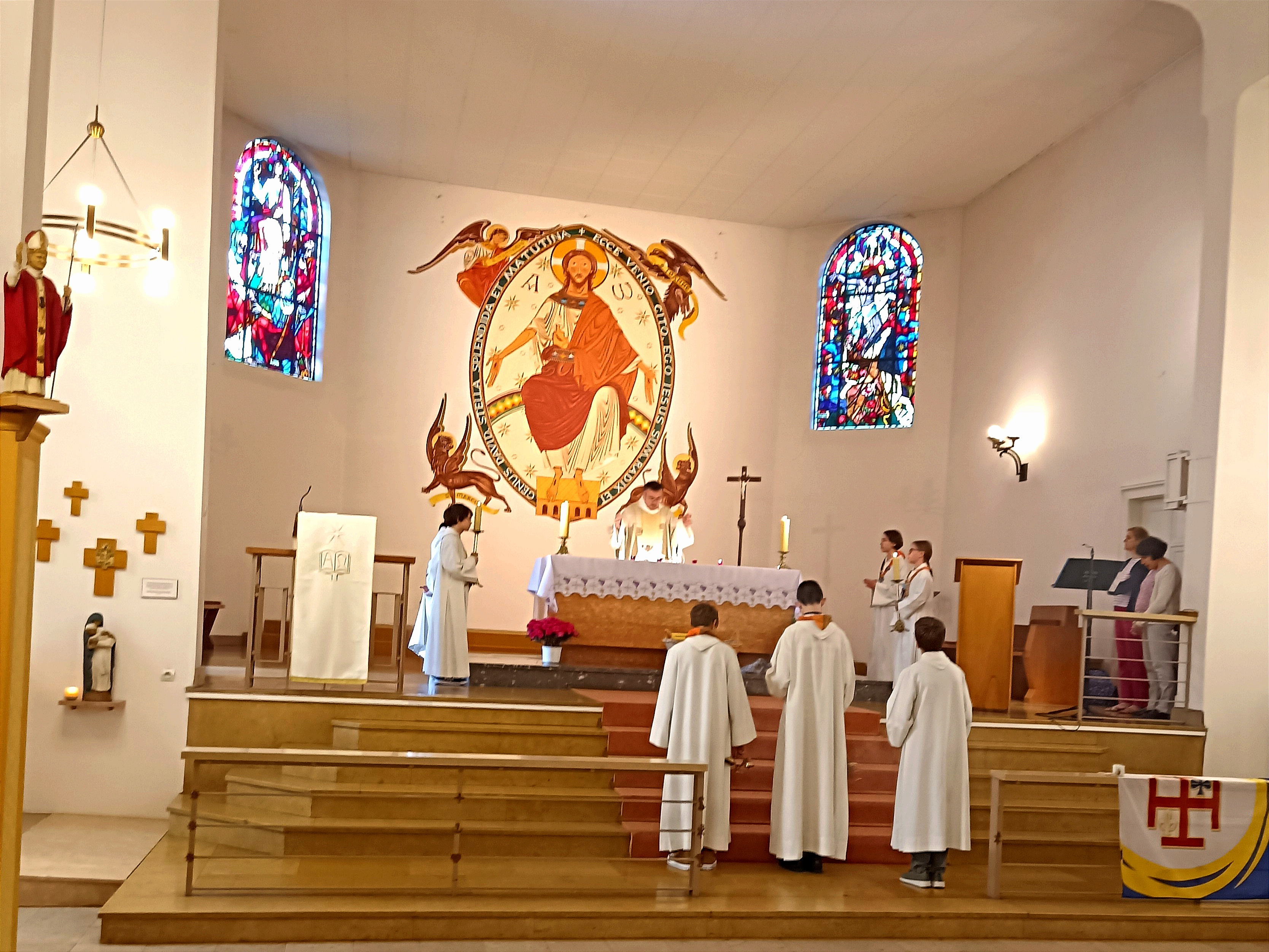
Vue d'ensemble lors d'une messe en présence du prêtre et des servants

## Les arts: vitraux, peinture et statues
L'église étant dédiée à  sainte Thérèse de l'enfant Jésus et de la Sainte Face , nous retrouvons les deux thèmes de la spiritualité thérésienne, à savoir, l'enfance spirituelle et la contemplation de la Sainte Face du Christ.

Vitraux thérésiens de l'église dans le chœur et sur la droite Voir plus...
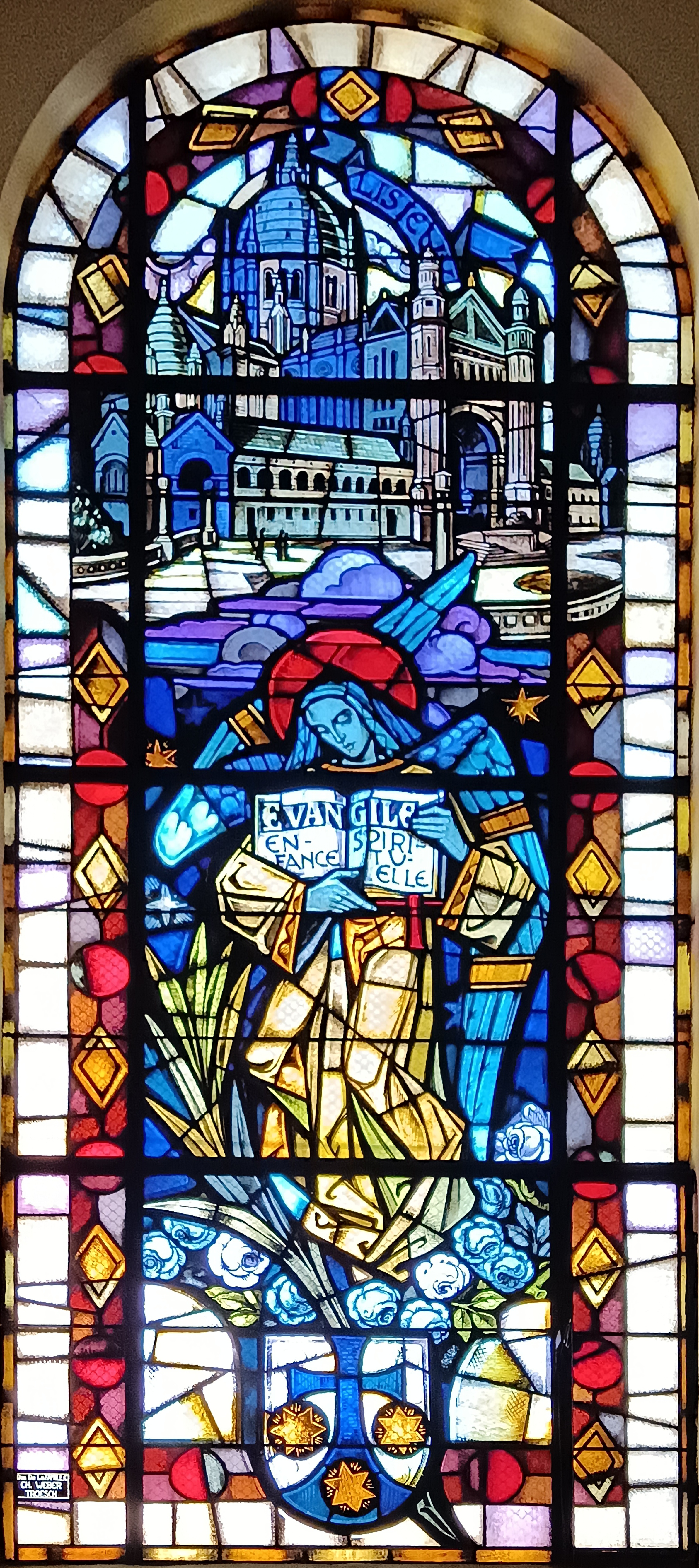
L'évangile de l'enfance spirituelle par l'ange du Carmel devant la basilique de Lisieux.
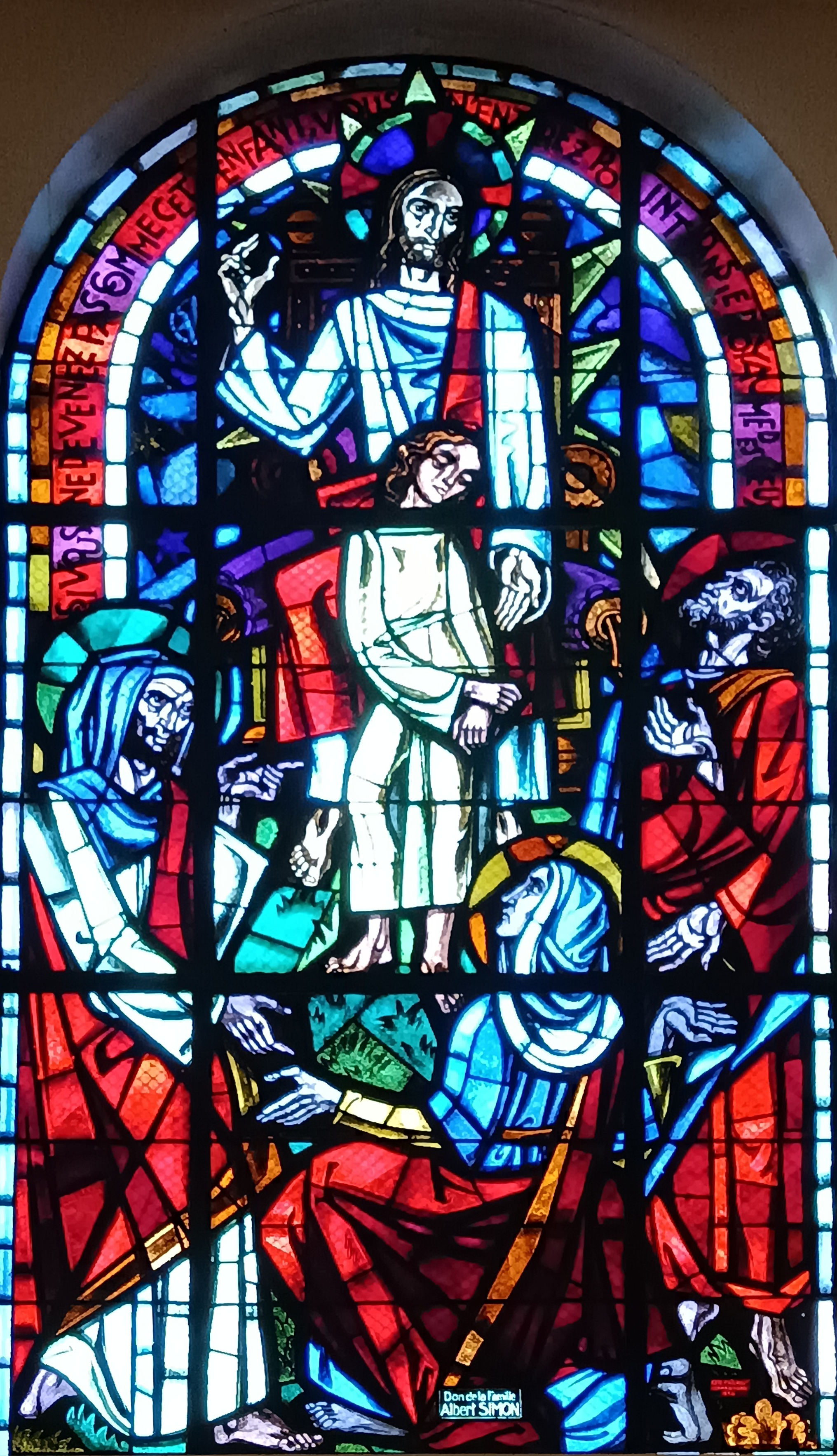
l'évangile de l'enfance s'inspire d'une parole de Jésus "Si vous ne devenez pas comme cet enfant vous n'entrerez point dans le royaume des cieux"
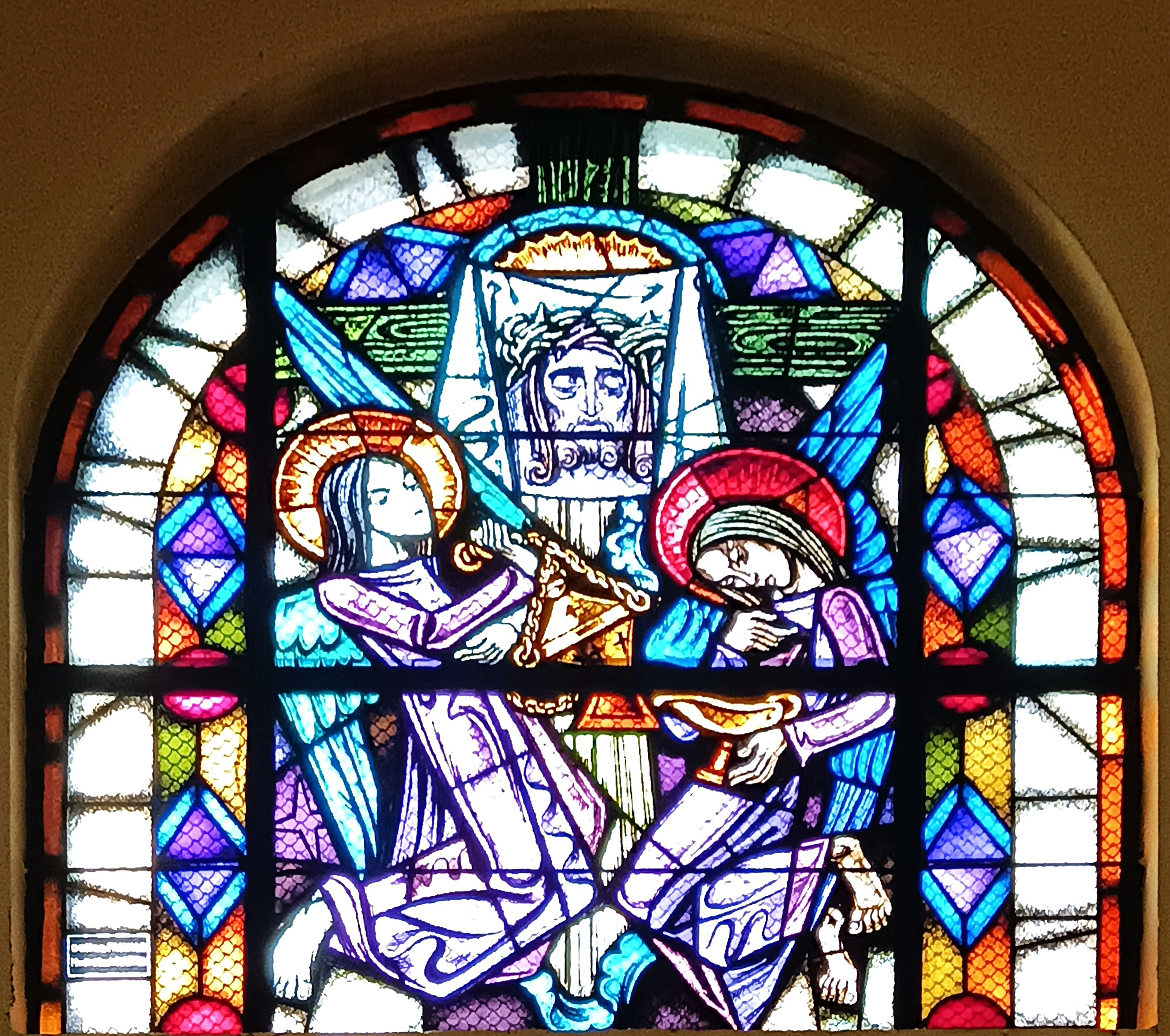
La Sainte Face entourée d'anges renvoie au nom de Sainte-Thérèse de l'Enfant-Jésus et de la Sainte Face.
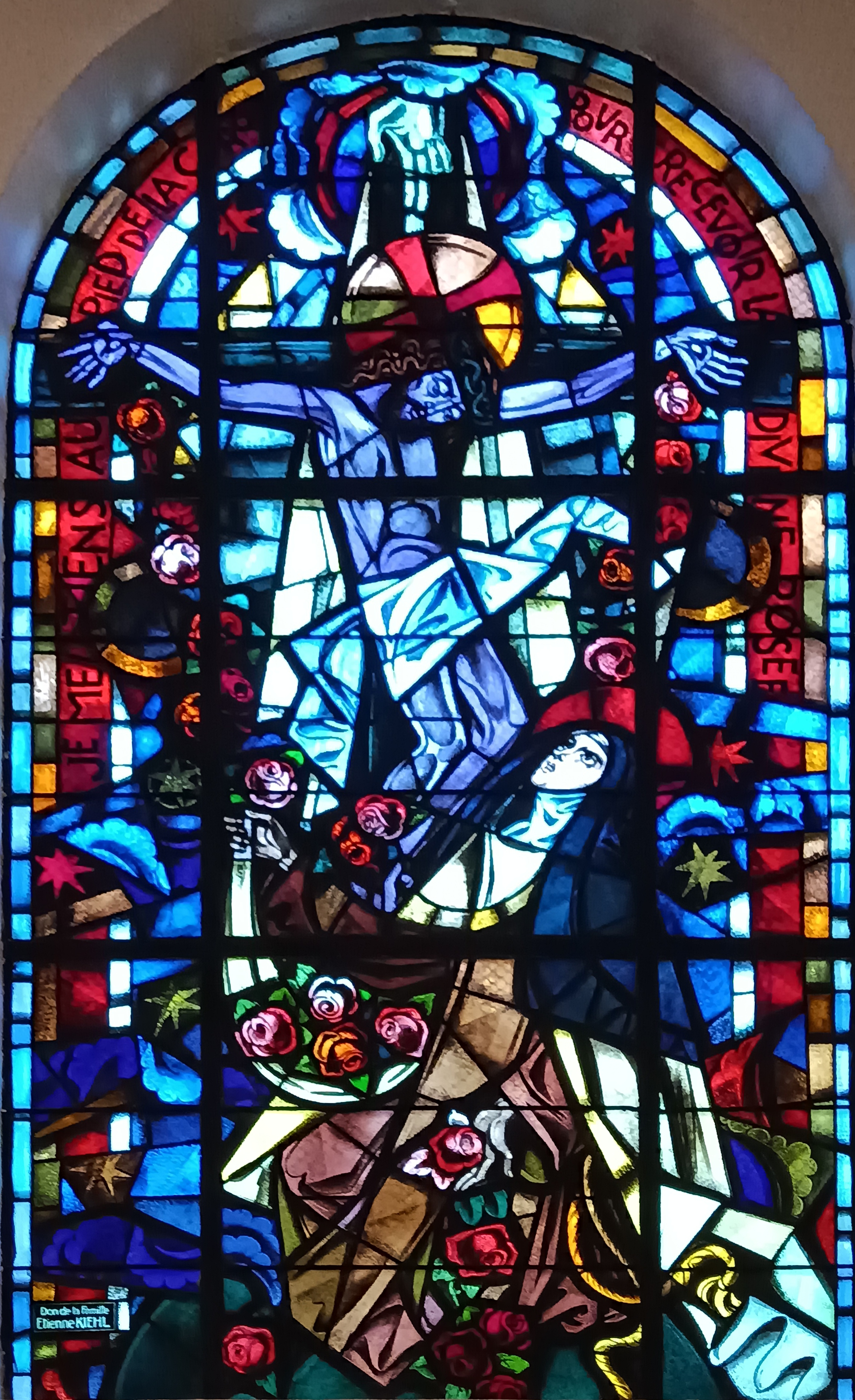
Contemplation de la Sainte face du Christ, Thérèse recueille les grâces (roses) du Crucifié. "Je me tiens au pied de la croix pour recevoir la divine rosée"
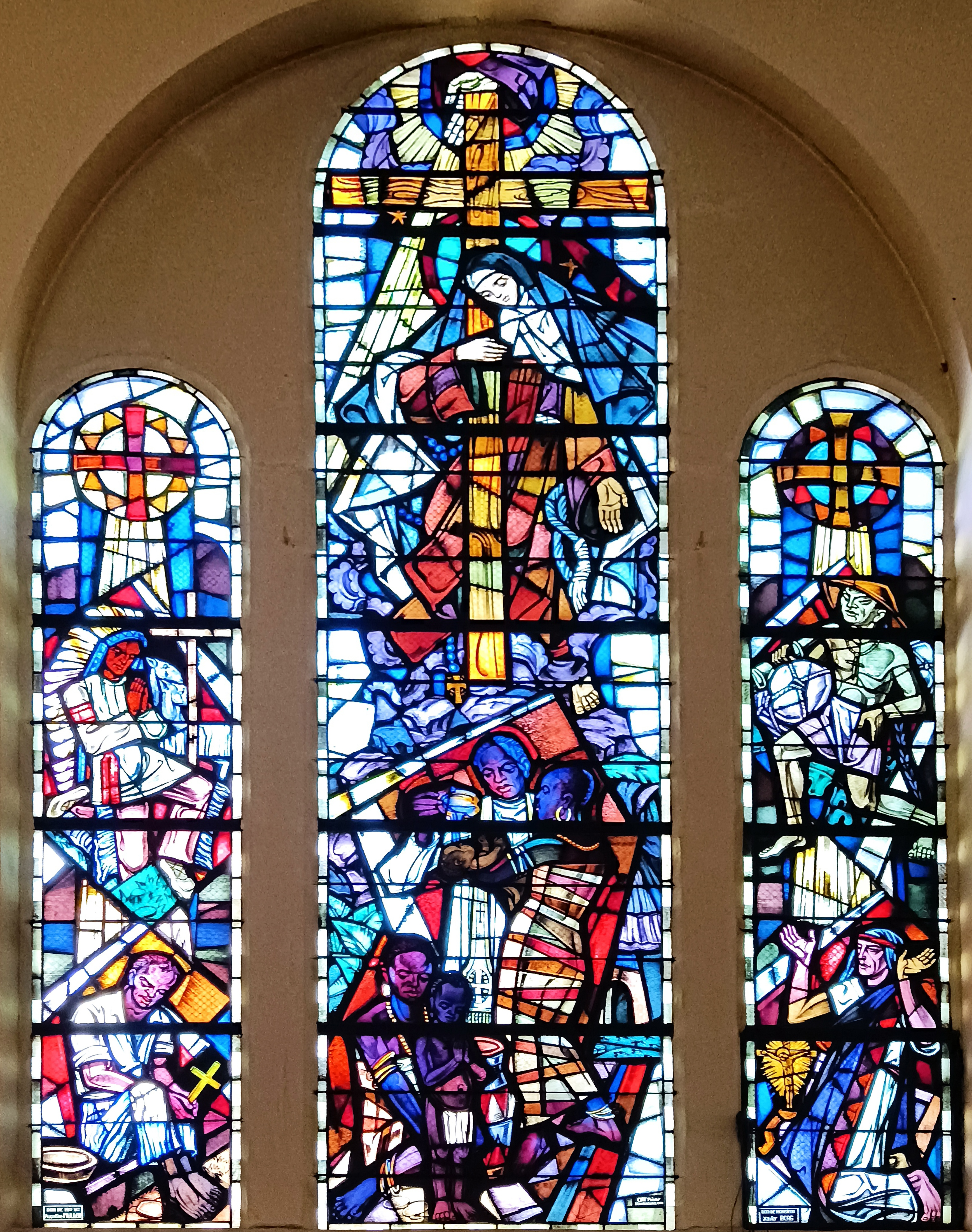
Thérèse est la sainte patronne de missionnaire : baptême dans toutes les nations

La présence de saint Léon IX se trouve sur deux vitraux : 

Vitraux des Saint Léons IX Voir plus...
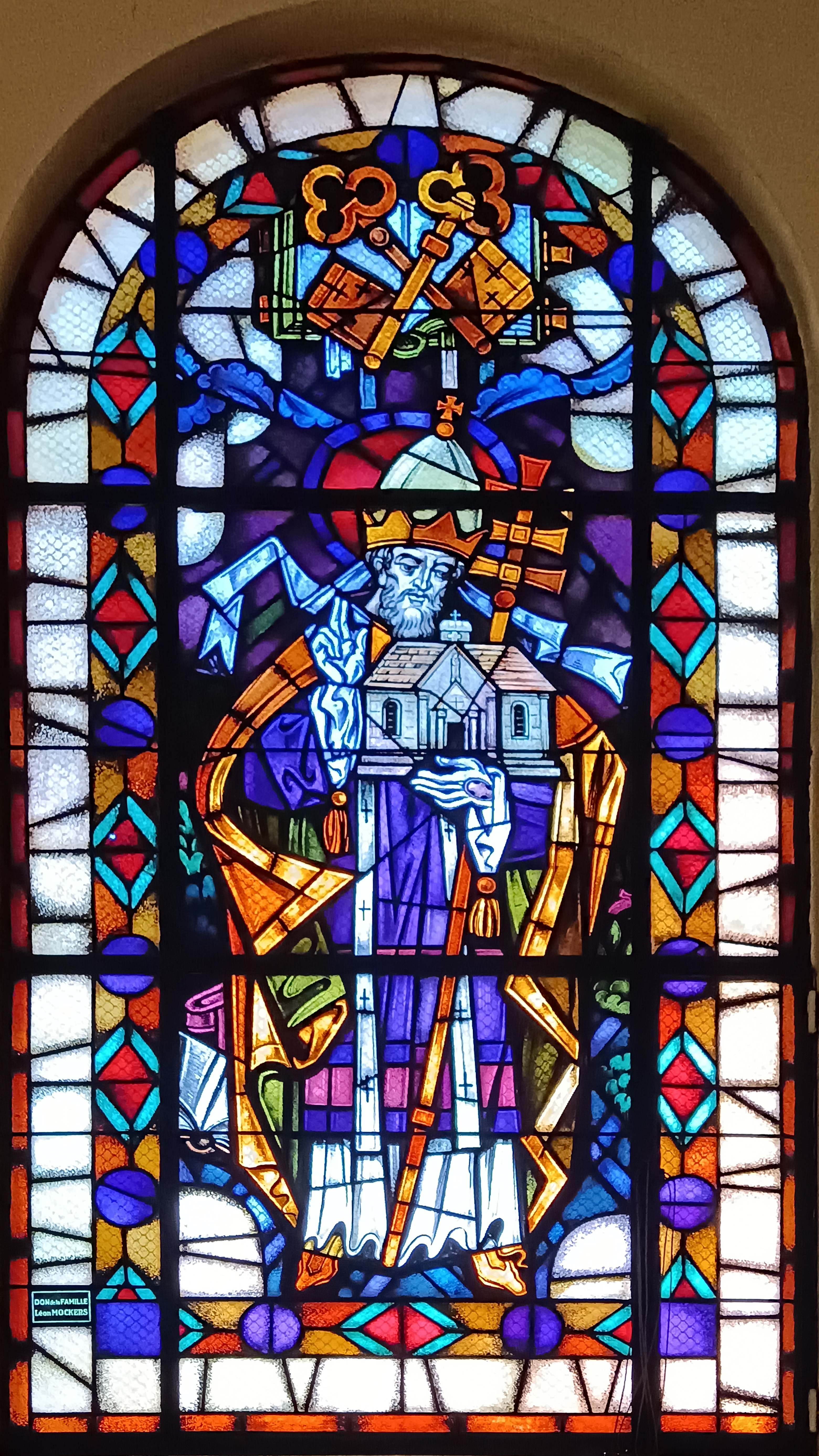
Saint Léon IX reçoit l'église
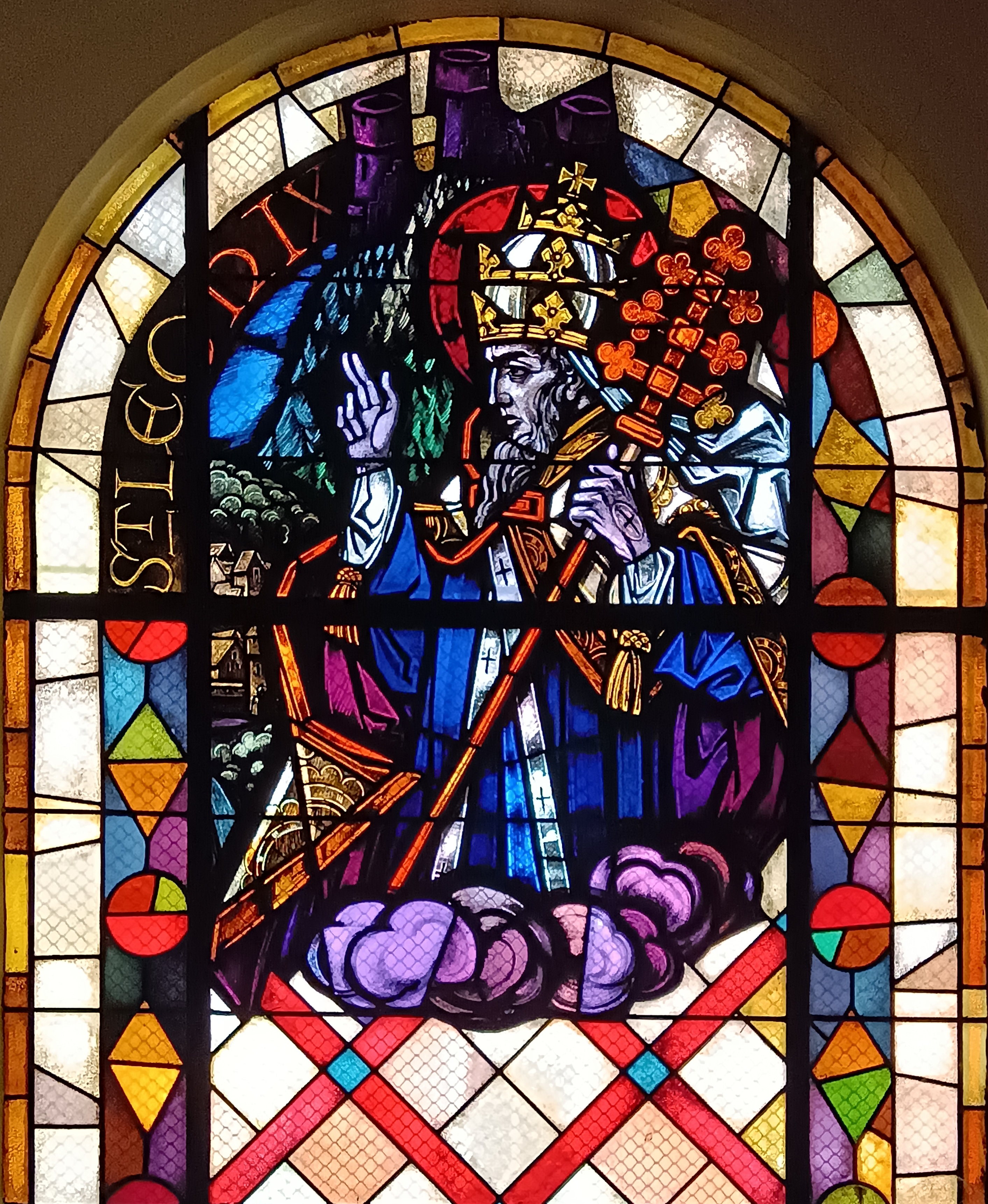
Saint Léon vitrail orgue St Léon IX